# Essek William Kenyon
Essek William Kenyon (auch E.W. Kenyon; * 24. April 1867 in Hadley, New York; † 19. März 1948 in Seattle, King County, Washington, USA) war ein US-amerikanischer evangelikaler Pastor der New Covenant Baptist Church und Präsident des Bethel Bible Institute in Spencer, Massachusetts. Er gilt als Vorläufer der Wort-des-Glaubens-Bewegung (englisch: Word of Faith).

## Leben
Kenyon wurde als Sohn einer armen Familie geboren. Obwohl er in seiner Jugendzeit selbst kaum zur Kirche ging, wandte er sich mit 17 Jahren zum christlichen Glauben und wurde mit Anfang 20 Mitglied einer Methodistischen Kirche in Amsterdam in New York. Dort hielt er auch seine erste Predigt und wurde Diakon. Er bestritt seinen Lebensunterhalt zu dieser Zeit als Klavier- und Orgelverkäufer. Entsprechend seinem Wunsch Schauspieler zu werden besuchte er ab 1892 die Emerson School of Oratory in Boston, jedoch brach er dieses Studium schon nach einem Jahr wieder ab. Während seiner Zeit auf der Emerson School kam er in Kontakt mit der sogenannten Neugeist-Bewegung (englisch: New Thought Movement), die sein Verständnis der christlichen Lehre prägte. In seinen jungen Jahren bezeichnete sich Kenyon selbst als Agnostiker.
Nach der Heirat mit Evva Spurling 1893 besuchten die beiden einen baptistischen Gottesdienst in der Clarendon Street Baptist Church, wo Adoniram Judson Gordon Pastor war, und wurden bekennende Christen. Daraufhin gab er sein Vorhaben Schauspieler zu werden auf, und er wurde Pastor einer kleinen unabhängigen Baptistengemeinde in Elmira in New York.
1898 eröffnete er das Bethel Bible Institute in Spencer, Massachusetts, welches er bis 1923 als Präsident leitete. Diese Bibelschule wurde danach zum Providence Bible Institute, dann zum Barrington College, das schließlich mit dem Gordon College seines Mentors Adoniram Judson Gordon zusammengeschlossen wurde. Als Dr. E.W. Kenyon of Massachusetts zog er 1924 nach Oakland in Kalifornien um. Nach einer kurzen Zeit als Pastor einer baptistischen Gemeinde in Pasadena in Kalifornien, baute er ab dem Jahr 1931 die New Covenant Baptist Church in Seattle auf. Als bekannter Evangelist und Autor startete er dort ein Radio-Predigtprogramm, Kenyon's Church of the Air, und einen Buchverlag, Kenyon's Gospel Publishing Society, in Kirkland.
Am 19. März 1948 starb Kenyon mit knapp 81 Jahren in Seattle, und er wurde auf dem Lake View Cemetery am North Half of Lot 612B begraben.

## Familie
Am 8. Mai 1893 heiratete Kenyon Evva Spurling, die 1914 starb. Später heiratete er Alice M. Whitney, mit der er zwei Kinder hatte. 1930 verließ sie ihn wegen angeblichen Affären mit anderen Frauen. Nach dem Tod Kenyons führte seine Tochter Ruth Houseworth seinen Buchverlag weiter.

## Lehre und Kritik
Kenyon betonte den Gedanken, dass sich die Natur Gottes und der menschliche Verstand vereinigen können, so dass das Göttliche ein Teil des Bewusstseins des Gläubigen wird. Durch die Erkenntnis der göttlichen Offenbarung könne man die Grenzen der Sinne und des Verstandes überschreiten, und so „im Glauben“ handeln. Das In-Worte-Fassen der eigenen Bedürfnisse und Wünsche – also des „Innern“ einer Person – ist für Kenyon eine Art Vermittlung zwischen physischen und spirituellen Bereichen. So stammt von ihm auch der bis heute im Word of Faith – Movement weit verbreitete Satz: Was ich bekenne, besitze ich.
Daniel Ray McConnell setzt sich in seiner Publikation Ein anderes Evangelium ausführlich mit Kenyon auseinander. Er sieht in Kenyons Lehren eine dualistische Erkenntnistheorie, welche für ihn wiederum vom Neugeist-Bewegung abgeleitet sei: Der Geist bilde die grundlegende, idealerweise allmächtige göttliche Identität einer Person. Aus von Kenyon immer wieder betonten Annahme, dass Heilung zuerst auf spiritueller Ebene geschehe, bevor sie sich auf der physischen Ebene manifestiere, ergebe sich eine hierarchische Struktur der Realität: Der geistige, spirituelle Bereich sei sowohl Entwurf als auch Vorwegnahme von Ereignissen in der physischen Welt. Das Individuum befinde sich so im ständigen Wettstreit der Kräfte Begrenzung (z. B. Menschliche Fehlbarkeit) und Transzendenz (das Grenzenlose der göttlichen Identität).
Obwohl Kenyon zu Lebzeiten keine große Bekanntheit genoss, haben seine Lehren – vor allem im Bezug auf Heilung und Glaube – viele Prediger der nachfolgenden Zeit bis ins 21. Jahrhundert geprägt, dazu gehören insbesondere die Pfingstpastoren T. L. Osborn, Fred Francis Bosworth und Kenneth Hagin. Vor allem bei Vertretern eines so genannten Wohlstandsevangeliums sind seine Ideen bis heute weit verbreitet. Obwohl Kenyon selbst – wie auch viele, die heute noch seinen Lehren folgen – stets eine inhaltliche Verbindung zur Neugeist-Bewegung abstritten, so wird diese gemäß Simon Coleman doch bei Betrachtung seiner Theologie offenbar. Dale H. Simmons und Joe McIntyre widersprachen jedoch dieser Sichtweise von Simon Coleman und machten auf die naheliegenderen Verbindungen zu der damals bedeutenden Heiligungsbewegung aufmerksam. Eine ihrer weit verbreiteten Lehren war die Reinigung des Herzens und die Erneuerung durch den Heiligen Geist unter dem Begriff des höheren Lebens (englisch: Higher Life).

## Publikationen (Auswahl)
- The Father and His family; or, A restating of the plan of redemption, Reality Press, Spencer, 1916 und Kenyon's Gospel Publishing, Seattle 1989, ISBN 978-1-57770-004-3.
  - Der Vater und Seine Familie. Die Geschichte der Erlösung der Menschheit, Shalom Verlag, Bad Griesbach, ISBN 978-3-940794-94-9.
- The Wonderful Name of Jesus, Westcoast Publishing Co., Los Angeles, 1927; Kenyon's Gospel Publishing, Seattle 1989, ISBN 978-1-57770-007-4 und Whitaker House, New Kensington 2021, ISBN 978-1-64123-673-7.
  - Der wunderbare Name Jesus, Shalom Verlag, Bad Griesbach, ISBN 978-3-944851-30-3.
- Jesus the Healer, Kenyon's Gospel Publishing Society, Seattle 1940, 1989 und 2020, ISBN 978-1-57770-006-7 und ISBN 978-1-64123-447-4.
  - Jesus, der Heiler, Shalom Verlag, Bad Griesbach, ISBN 978-3-944851-24-2.
- The Two Kinds of Faith, Kenyon's Gospel Publishing, Seattle 1942 und 1989, ISBN 978-1-57770-008-1; Whitaker House, New Kensington 2021, ISBN 978-1-64123-623-2.
  - Die zwei Arten des Glaubens, Shalom Verlag, Bad Griesbach, ISBN 978-3-944851-29-7.
- The New Kind of Love: The Solution of the Love Problem, Human Love Is Bankrupt, Kenyon's Gospel Publishing, Seattle 1942 und Whitaker House, New Kensington 2023, ISBN 978-1-64123-953-0.
  - Die neue Art der Liebe. Die menschliche Liebe scheiterte. Gottes Lösung des Liebesproblems, Shalom Verlag, Bad Griesbach, ISBN 978-3-944851-33-4.
- New Creation Realities, Seattle, 1945 und Whitaker House, New Kensington 2020, ISBN 978-1-64123-462-7.
  - Die Realitäten der neuen Schöpfung. Die Offenbarung der Erlösung, Shalom Verlag, Bad Griesbach, ISBN 978-3-944851-25-9.
- What happend from the Cross to the Throne, Seattle, 1945.
- In His Presence, Kenyon's Gospel Publishing Society, Lynnwood 1969 (14. Auflage).
  - In Seiner Gegenwart. Das Geheimnis des Gebets, Shalom Verlag, Bad Griesbach, ISBN 978-3-944851-37-2.
- The Bible in the Light of Our Redemption, Kenyon's Gospel Publishing Society, Seattle 1969.
  - Die Bibel im Licht unserer Erlösung. Grundlagenkurs, 2021, ISBN 978-3-944851-32-7.
- The Hidden Man, Kenyon's Gospel Publishing Society, Seattle 1970 und Whitaker House, New Kensington 2021, ISBN 978-1-64123-624-9.
  - Der verborgene Mensch des Herzens. Eine Studie über den menschlichen Geist, Shalom Verlag, Bad Griesbach, ISBN 978-3-940794-88-8.
- Two Kinds of Life, Kenyon's Gospel Publishing Society, Seattle 1971 und 2000, ISBN 978-1-57770-002-9.
  - Die zwei Arten des Lebens, Shalom Verlag, Bad Griesbach, ISBN 978-3-944851-35-8.
- What Happened from the Cross to the Throne, Kenyon's Gospel Publishers, Seattle 1983, ISBN 978-1-57770-001-2.
- Identification: A Romance in Redemption, Kenyon's Gospel Publishing Society, Seattle 1986.
- mit Don Gossett: Power of Your Words, Whitaker House, New Kensington 1995, ISBN 0-88368-348-2 und 2021, ISBN 978-1-64123-674-4.
- mit Don Gossett: The Power of Spoken Faith, Whitaker House, New Kensington 2003, ISBN 0-88368-675-9.
- mit Don Gossett: Words That Move Mountains, Whitaker House, New Kensington 2009, ISBN 978-1-60374-082-1.
- Keys to Receiving Gods Miracles, Whitaker House, 2011, ISBN 978-1-60374-282-5.
- The Blood Covenant, Whitaker House, New Kensington, 2020, ISBN 978-1-64123-404-7.
  - Der Blutbund, Shalom Verlag, Bad Griesbach, ISBN 978-3-940794-84-0.
- Die zwei Fragen der Gerechtigkeit. Die wichtigste Botschaft, die der Gemeinde jemals angeboten wurde, Shalom Verlag, Runding, ohne Jahresangabe.